# Стурдза, Михаил
Михаил Стурдза (молд. Михаил Стурдза; 24 апреля 1794, Яссы, Молдавское княжество, — 8 мая 1884, Париж, Франция) — государственный деятель и господарь Молдавского княжества с апреля 1834 по июнь 1849 года.

## Биография
Михаил Стурдза родился 24 апреля 1794 года в городе Яссы; представитель боярского рода Стурдза, двоюродный брат Александра и Роксандры Стурдза.
В 1829 году был министром финансов в русской гражданской администрации в Дунайских княжествах, возглавлявшейся графом П. Д. Киселёвым. В 1834 году была прекращена оккупация Молдавии русскими войсками, Стурдза был выбран молдавским господарем и утвержден Россией и Турцией.
В 1839 году, во время крестьянского восстания во главе с Василием Поповичем, быстро и не останавливаясь перед крайними мерами подавил эту вспышку народного гнева. Михаил Стурдза сохранял власть до 1849 года. Выражал интересы верхушки боярства, сосредоточившей в своих руках управление княжеством. Он опирался на Россию, отличался крайним произволом в управлении и сурово подавлял крестьянские бунты и оппозиционное движение либеральных кругов боярства (особенно усилившееся в 1848).
Основал первую высшую школу в Яссах, куда пригласил иностранных преподавателей. В 1844 году издал указ об освобождении цыган-рабов, которые принадлежали церкви или частным землевладельцам и свободно продавались на рынке. Во время его правления Молдавское княжество значительно развилось в экономическом плане. В 1848 году без кровопролития подавил революцию, арестовав и выслав из страны всех заговорщиков.
Недовольство Стурдзой и брожение в стране либералов вынудили его в 1849 году отказаться от господарства и покинуть пределы Молдавии. Будучи богатым человеком, последние годы жизни провёл с семьёй в Париже, где и умер 8 мая 1884 года. Похоронен в семейной часовне в Баден-Бадене.

## Награды
- Орден Святого Станислава 2-й степени (5 ноября 1830, царство Польское)[5]
- Орден Святой Анны 1-й степени с императорской короной (5 июня 1834, Российская империя)[6]
- Орден Славы (Османская империя)
- Орден Императорского портрета (Османская империя)

## Семья

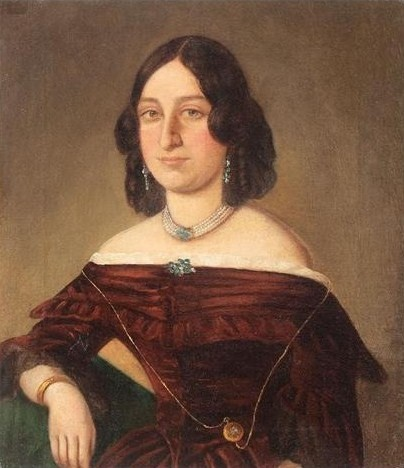
Смаранда Вогориде (1834)

Первая жена (с 1817) — Елизавета Росетти (1802—1880), дочь Василия Росетти. Брак не был удачным и в 1822 году закончился разводом. Их сыновья Дмитрий (1818—1908) и Григорий (1821—1901), военный и политический деятель.
Вторая жена — Смаранда Вогориде (1816—1885), дочь высокопоставленного османского государственного деятеля болгарского происхождения, Стефана Вогориде. Брак был заключён из-за политических соображений. По отзыву современницы, мадам Стурдза была «маленькая, некрасивая, несимпатичная и очень злая особа, но при этом очень набожная; по-румынски прежде, чем креститься, она раскачивала руку, точно собиралась драться. Она боготворила своего сына и не любила дочь, которую сознательно уродовала и притесняла». Сын Михаил (1846—1863), был славный, добрый молодой человек, умер в Париже после кратковременной болезни. Смерть его чуть не лишила рассудка матери, которая донимала дочь вопросами, зачем та уморила брата.
- Дочь Мария (1849—1905) с 1868 года была замужем за светлейшим князем Константином Александровичем Горчаковым (сыном канцлера), однако добилась развода и поселилась на вилле в Сорренто, где принимала многих высокопоставленных гостей.